# Alan Moore

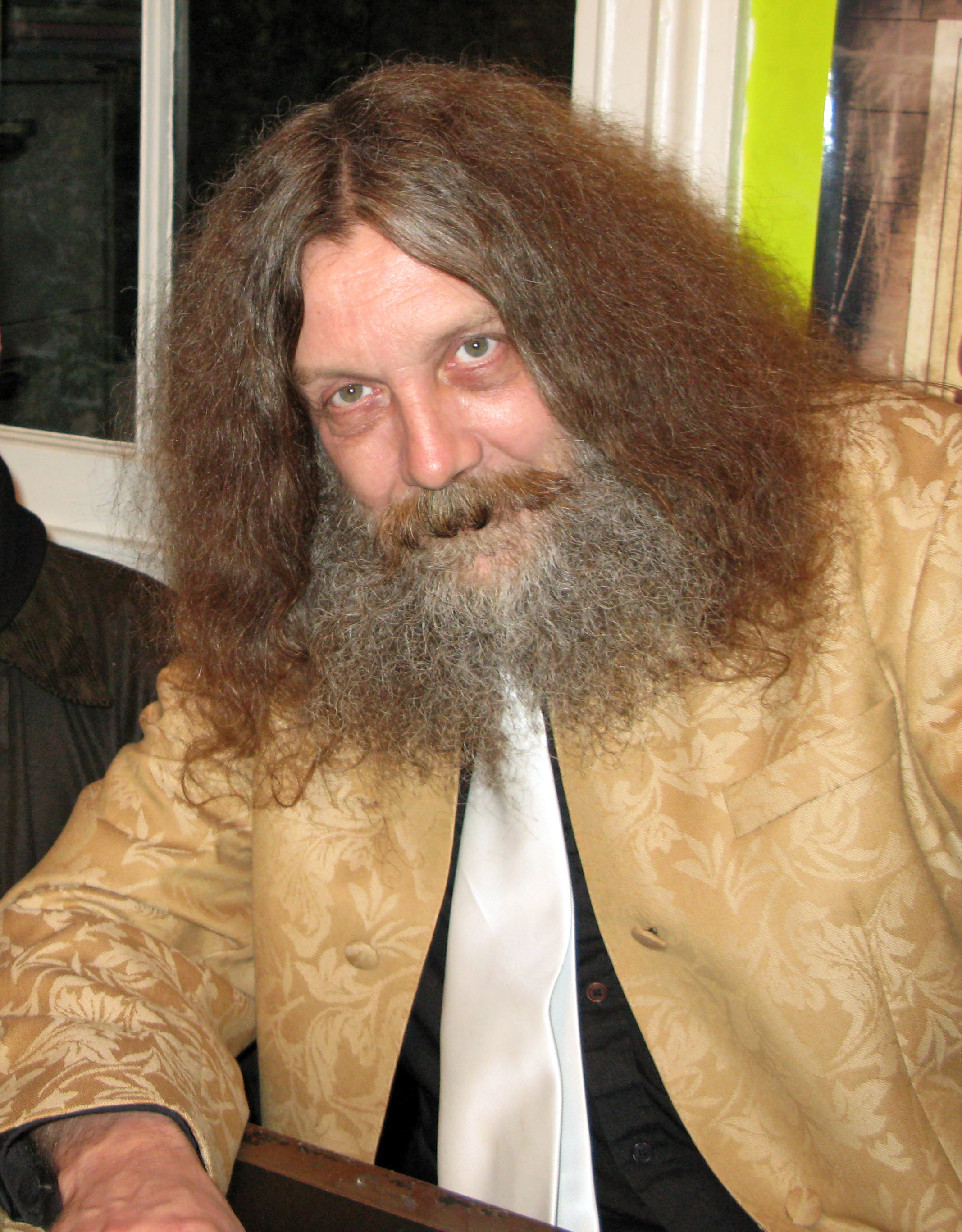
Alan Moore (2008)

Alan Moore (* 18. November 1953 in Northampton, Northamptonshire, England) ist ein britischer Roman- und Comicautor.

## Leben und Karriere
Moore stammt aus der britischen Arbeiterklasse und wuchs in ärmlichen Verhältnissen auf. Seine Mutter war Druckerin, während sein Vater in einer Brauerei arbeitete. In der Schule fiel er durch mäßige Noten und massive Konflikte mit seinen Lehrern auf. In der Freizeit widmete er sich hingegen der Literatur und las unzählige Comics, vor allem die britischen Strips der Reihe The Beezer and Topper, aber auch aus den USA importierte Hefte wie Blackhawk oder The Flash.
Ende der 1960er veröffentlichte Moore erstmals eigene Texte und selbst illustrierte Strips in verschiedenen Fanzines, während er seinen Lebensunterhalt mit Gelegenheitsjobs sicherte. 1973 heiratete er seine Jugendliebe Phyllis Dixon. Beide zogen in eine Plattenbausiedlung, woraufhin Moore eine Anstellung bei einem lokalen Gasversorger annahm. Von konventioneller Arbeit desillusioniert, beschloss Moore schließlich, sich hauptberuflich als Autor zu versuchen. Nachdem 1978 seine Tochter Leah zur Welt gekommen war, bezog er zudem Arbeitslosenhilfe.
Bis 1986 lebte Moore vor allem von selbst geschriebenen und illustrierten Strips, die er an Zeitschriften verkaufte. Dabei schrieb er unter den Pseudonymen Jill de Ray und Curt Vile. Ab den späten 1980ern gab er das Zeichnen auf und konzentrierte sich auf das reine Skripten von Comics. Erste Erfolge feierte er auf diese Weise als Autor der Serie Tharg's Future Shocks.
Mitte der 1990er wandte sich Moore privat dem Gnostizismus zu. Seine späteren Werke spiegeln sein neu entstandenes Interesse am Bewusstsein des Mystizismus und der Magie wider. Unter anderem vollführt er mit dem Moon and Serpent Grand Egyptian Theatre of Marvels Auftritte und öffentliche Rituale.
Die Biografie Alan Moore – Portrait of an Extraordinary Gentleman erschien in seinem fünfzigsten Lebensjahr. Alle Einnahmen aus dem Verkauf kamen wohltätigen Zwecken zu. Für sein Lebenswerk wurde Moore 2008 mit dem Max-und-Moritz-Preis ausgezeichnet.
Seit 2007 ist Moore mit Melinda Gebbie verheiratet. Sie waren sich bei der jahrelangen gemeinsamen Arbeit an Lost Girls nähergekommen. Ein Auge und ein Ohr des Autors sind geschädigt, vermutlich als Folge seiner Arbeit in einer Gerberei während der Jugendjahre.
Moore ist Anarchist und hat nur einmal in seinem Leben gewählt. Der Fernsehsender Arte widmete Moores Weltanschauung 2017 die achtteilige Sendung Alan Moore – Beim Barte des Propheten, in der er zu politischen, sozioökonomischen und religiösen Themen Stellung bezieht und unter anderem Populismus und den Brexit deutlich kritisiert.

### Comics
Zu Beginn seiner Karriere zeichnete Moore kurze Strips für Zeitschriften. Später schuf er einflussreiche Comics wie Marvelman (in den USA als Miracleman veröffentlicht), V wie Vendetta, Watchmen, From Hell und The League of Extraordinary Gentlemen.
Nachdem er sich mit seiner Arbeit in britischen Magazinen einen Namen gemacht hatte, wurde er 1983 von DC Comics engagiert, um an der Serie Saga of the Swamp Thing zu arbeiten. Dabei legte er den Grundstein für die Welt des späteren Imprints Vertigo und erdachte die Figur John Constantine, den Protagonisten der späteren Serie Hellblazer. Moores The Killing Joke gilt darüber hinaus vielen neben Frank Millers The Dark Knight Returns als eine der besten Batman-Publikationen überhaupt, wenngleich Moore sie selbst als Werk ohne Tiefgang einstuft.
Seinen Ruf als Schöpfer bahnbrechender Comics errang er mit der Superhelden-Miniserie Watchmen (illustriert von Dave Gibbons), die zusammen mit den bereits erwähnten von ihm selbst und Miller geschaffenen Werken das Genre des Superhelden-Comics neu definierte und auf das Niveau der Graphic Novel hob. Watchmen gilt als die erste Comicserie, die in dieser geschlossenen Form veröffentlicht wurde. Sie erhielt zahlreiche Preise, wie den angesehenen Hugo Award.
Moores Stil bereichert das Medium Comic. Seine Geschichten enthalten oft Themen oder beschäftigen sich mit Dingen, die vorher nie in Mainstream-Comics angerissen wurden. Beispielsweise enthält die neunte Ausgabe von Miracleman die Darstellung einer natürlichen Geburt, etwas, das bis dahin in Comics tabu war. Er experimentiert mit Symbolen anstelle von Texten, legt mehr Wert auf Hintergrund und Details, während er „Toneffekte“, Sprechblasen und Unterschriften minimiert oder ganz weglässt. Seine Skripte sind stark beeinflusst von Techniken der modernen Cinematografie und Literatur.
Moore bemüht sich, die Grenzen des Mediums zu erweitern und so indirekt auch die Qualität der von ihm äußerst kritisch gesehenen Mainstream-Comics zu erhöhen. Die Leser sollen mehr erleben als endlose Wiederholungen von Kämpfen zwischen kostümierten Superhelden. Umgesetzt hat er diesen Anspruch vor allem in Projekten wie Lost Girls (einem anspruchsvollen erotischen Comic mit Charakteren aus der Jugendliteratur der Viktorianischen Ära), From Hell (einer detailgenau recherchierten Geschichte über Jack the Ripper) und Big Numbers (einer bislang unabgeschlossenen Serie, in der sich Moore mit moderner Sozioökonomie beschäftigt).
In den späten 1990ern widmete sich Moore kurzzeitig erneut den Superhelden-Comics und schuf neben The League of Extraordinary Gentlemen, worin sich zahllose Gestalten der viktorianischen Literatur begegnen, vor allem Serien wie Tom Strong, Tomorrow Stories, Top 10 und Promethea, einen vom magischen Denken beeinflussten Comic.
Moore hat auch in anderen Medien gearbeitet und unter anderem einen in seiner Heimatstadt Northampton angesiedelten und etliche tausend Jahre umspannenden, experimentellen Roman mit dem Titel Voice of the Fire veröffentlicht.

## Verfilmungen
From Hell (mit Johnny Depp), The League of Extraordinary Gentlemen (mit Sean Connery) und Watchmen (mit Billy Crudup) wurden in den USA verfilmt, V wie Vendetta (mit Natalie Portman und Hugo Weaving) wurde in London und Potsdam in den Babelsberger Filmstudios gedreht.
Nach seinen Erlebnissen mit der im Vergleich zur Vorlage stark verzerrten Verfilmung der League of Extraordinary Gentlemen hat sich Moore von der Verfilmung von V wie Vendetta so weit wie nur möglich distanziert und die Produktionsfirma gebeten, seinen Namen auf keinen Fall mit dem fertigen Film in Verbindung zu bringen; im Gegenzug erklärte er sich bereit, auf jegliche Beteiligung an den Einnahmen zu verzichten. Insbesondere bemängelte er das Fehlen der in der Vorlage wichtigen politischen Auseinandersetzung und äußerte, der Comic V for Vendetta handle speziell von Dingen wie Faschismus und Anarchie. Aber die Worte ‚Faschismus‘ und ‚Anarchie‘ kämen im Film nirgends vor.
Sowohl in der Verfilmung von From Hell als auch V wie Vendetta wurden die jeweiligen Passagen, in denen Hauptcharaktere Erfahrungen mit Drogen machen, nicht berücksichtigt.
2008 entstand eine Animation des Comics Watchmen unter dem Titel Watchmen – The Complete Motion Comic. Ebenfalls als Animation wurde 2016 der Comic The Killing Joke, unter dem Titel Batman – The Killing Joke, verfilmt.

## Werke (Auswahl)

### Comics
- 1963 (1993), 6 Bände, Image Comics; illustriert von Stephen R. Bissette, Rick Veitch und anderen
- Alan Moore's Shocking Futures (1986), Titan Books; Nachdruck einiger Future-Shocks-Kurzgeschichten, ursprünglich veröffentlicht in 2000 AD im Zeitraum von 1981 bis 1983, illustriert von unterschiedlichen Zeichnern
- Alan Moore's Twisted Times (1987), Titan Books; Nachdruck einiger Time-Twisters-Kurzgeschichten, ursprünglich veröffentlicht in 2000 AD im Zeitraum von 1980 bis 1983, illustriert von unterschiedlichen Zeichnern
- Albion (2005), 6 Bände, Wildstorm; zusammen mit Leah Moore und John Reppion
- The Ballad of Halo Jones (1984–1986), 2000 AD; illustriert von Ian Gibson
- Batman: The Killing Joke (1988), DC Comics; illustriert von Brian Bolland (Deutsche Ausgabe: Hethke, Panini)
- Big Numbers (1990), 2 Bände von geplanten 12, Mad Love; illustriert von Bill Sienkiewicz
- The Complete BoJeffries Saga (1992), Sammlung der verschiedenen „BoJeffries“-Kurzgeschichten, die im Zeitraum zwischen 1983 und 1992 entstanden sind, Tundra; illustriert von Steve Parkhouse
- Brought to Light (1989), Eclipse Comics; mit Paul Mavrides, einem Historiker und Kritiker der verdeckten Operationen der CIA während des Kalten Krieges, illustriert von Bill Sienkiewicz und Tom Yates
- Captain Britain (2002), Marvel Comics; Nachdruck verschiedener Marvel-UK-Veröffentlichungen im Zeitraum von 1983 bis 1984, illustriert von Alan Davis
- D.R. and Quinch (1983–1984), 2000 AD; illustriert von Alan Davis (Deutsche Ausgabe: Nona Arte)
- From Hell (1989 bis 1998), 10 Bände, Eddie Campbell Comics; illustriert von Eddie Campbell (Deutsche Ausgabe: u. a. Cross Cult)
- Green Lantern Jg. 2 Nr. 188 (1985), DC Comics; illustriert von Dave Gibbons
- The League of Extraordinary Gentlemen (1999–2003), 12 Bände, DC Comics/WildStorm/ABC; illustriert von Kevin O’Neill
- Lost Girls (1995–2006), 3 Bände, die ersten fünf Kapitel erschienen ursprünglich im Zeitraum von 1991 bis 1992 in Taboo, Kitchen Sink Press; illustriert von Melinda Gebbie (Deutsche Ausgabe: Cross Cult Verlag, Asperg 2008, ISBN 978-3-936480-00-9)
- Marvelman (später MiracleMan) (1982–1989), Quality Communications/Eclipse Comics; illustriert von Garry Leach, Alan Davis, John Totleben und anderen
- Maxwell the Magic Cat (1986–1987), 4 Bände, Acme Press; Nachdruck eines wöchentlichen Comicstrips in Northants Post, ursprünglich veröffentlicht im Zeitraum 1979 bis 1986
- Meatcake #9 (1999), Fantagraphics Books; illustriert von Dame Darcy
- Neonomicon (2010–2011), 4 Bände, Avatar Press; illustriert von Jacen Burrows (Deutsche Ausgabe: Panini)
- Promethea (1999–2005), 32 Bände, DC Comics/WildStorm/ABC; illustriert von J.H. Williams III und anderen
- Skizz (1983), 2000 AD; illustriert von Jim Baikie
- A Small Killing (1991), Victor Gollancz Ltd; illustriert von Oscar Zarate (dt.: Die leisen Tode des Timothy Hole, deutsche Ausgabe: Carlsen Comics)
- Smax (2003–2004), 5 Bände, DC Comics/WildStorm/ABC; illustriert von Zander Cannon
- Spawn: Bloodfeud (1995) Nr. 1–4, Image Comics, Zeichner Tony S. Daniel
- Spawn: Violator (1994) 3-teilige Serie, Image Comics
- Superman: For the Man Who Has Everything (1985), DC Comics; illustriert von Dave Gibbons
- Superman: Whatever happened to the Man of Tomorrow? (1986), DC Comics; illustriert von Curt Swan (Deutsche Ausgabe: Ehapa, Panini)
- Supreme (1996–1998), 17 Bände, Image/Maximum Press/Awesome Entertainment; illustriert von verschiedenen Künstlern (Deutsche Ausgabe: u. a. Nona Arte)
- Supreme: The Return (1999–2000), 6 Bände, Awesome Entertainment; illustriert von Chris Sprouse, Rick Veitch und anderen
- Swamp Thing (1983–1987), DC Comics; illustriert von Alfredo Alcala, Stephen R. Bissette, John Totleben, Rick Veitch und anderen; gesammelte Ausgabe in 6 Bänden (Deutsche Ausgabe: u. a. Panini):
  - Saga of the Swamp Thing (1987)
  - Swamp Thing: Love and Death (1990)
  - Swamp Thing: The Curse (2000)
  - Swamp Thing: A Murder of Crows (2001)
  - Swamp Thing: Earth to Earth (2002)
  - Swamp Thing: Reunion (2003)
- Terra Obscura (2003–2005), 12 Hefte, DC Comics/WildStorm/ABC; illustriert von Peter Hogan und Yanick Paquette
- This is Information, 9/11: Artists Respond Band 1 (2002), DC Comics; illustriert von Melinda Gebbie
- Tomorrow Stories (1999–2002), 12 Bände, DC Comics/WildStorm/ABC; illustriert von verschiedenen Künstlern
- Tom Strong (1999–2006), 36 Bände, zusammengefasst in 6 Sammelbänden, DC Comics/WildStorm/ABC; illustriert von Chris Sprouse und anderen
- Tom Strong's Terrific Tales (2002–2005), 12 Bände, zusammengefasst in 2 Sammelbänden, DC Comics/WildStorm/ABC; geschrieben gemeinsam mit Steve Moore, illustriert von Arthur Adams und anderen
- Top 10 (1999–2001), 12 Bände, zusammengefasst in 2 Sammelbänden, DC Comics/WildStorm/ABC; illustriert von Gene Ha und Zander Canon
- V wie Vendetta (1982–1989), die ersten zwei Bände erschienen ursprünglich als Serie zwischen 1982 und 1985 in Warrior Nr. 1–26, Quality Communications; die übrigen 10 Bände 1988 bis 1989 bei DC Comics; illustriert von David Lloyd (Deutsche Ausgabe: u. a. Panini)
- Voodoo  Nr. 1–4 (1997–1998, Image Comics, illustriert von Al Rio und Trevor Scott)
- Watchmen (1986–1987), 12 Bände, DC Comics; illustriert von Dave Gibbons (Deutsche Ausgabe: Carlsen, Panini)
- WildC.A.T.s Nr. 21–34, 50 (1995–1998), Image Comics; illustriert von Travis Charest und anderen (Deutsche Ausgabe: u. a. Panini)
- Youngblood Nr. 1–2 (1998), Awesome Entertainment, illustriert von Steve Skroce
- Yuggoth Cultures and Other Growths (2003), 3 Bände, Avatar Press; zusammen mit verschiedenen Künstlern

### Romane und illustrierte Bücher
- Voice of the Fire (1996), Victor Gollancz Ltd.
- The Mirror of Love (2003), Top Shelf Productions
- Jerusalem (2016), Knockabout
  - Jerusalem. Deutsch von Hannes Riffel und Andreas Fliedner. Carcosa Verlag, Wittenberge 2024, ISBN 978-3-910914–20‑9.
- The Great When: A Long London Novel. Bloomsbury, London 2024, ISBN 978-1-5266-4323-0.

### CDs
- The Birth Caul (1996), D.O.R.
- The Moon and Serpent Grand Egyptian Theatre of Marvels (1996), Cleopatra
- Brought to Light (1998), Codex Books
- The Highbury Working (2000), RE
- Angel Passage (2002), RE
- Snakes and Ladders (2003), RE

### Filme
- From Hell (2001), Adaption des Comics, Regie: Hughes Brothers
- The Mindscape of Alan Moore (2003), Dokumentarfilm über Alan Moore, Regie: Dez Vylenz und Moritz Winkler
- Die Liga der außergewöhnlichen Gentlemen (2003), Adaption des Comics, Regie: Stephen Norrington
- Constantine (2005), basiert auf der von Alan Moore in Swamp Thing geschaffenen Figur John Constantine, Regie: Francis Lawrence
- V wie Vendetta (2006), Adaption des Comics von den Wachowski-Geschwistern, Regie: James McTeigue
- Watchmen – The Complete Motion Comic (2008), eine Mischung aus Animation und Hörbuch
- Watchmen – Die Wächter (2009), Adaption des Comics, Regie: Zack Snyder